# Matija Miličić
Matija Miličić (* 13. Februar 1996 in Zagreb) ist ein kroatischer Eishockeyspieler, der seit 2012 beim KHL Medveščak Zagreb in österreichischen Nachwuchsligen sowie seit 2015 auch im Herren-Bereich spielt.

## Karriere
Matija Miličić begann seine Karriere als Eishockeyspieler in seiner Heimatstadt beim KHL Zagreb, für dessen erste Mannschaft er von 2012 bis 2015 in der kroatischen Eishockeyliga spielte. Seit 2012 spielt er zudem für dessen Stadtnachbarn KHL Medveščak Zagreb, der ihn in seinen Nachwuchsmannschaften, die am Spielbetrieb in Österreich teilnehmen, einsetzt. Seit 2015 spielt er ausschließlich für Medveščak und kam zu ersten Einsätzen in der ersten Herren-Mannschaft in der Kontinentalen Hockeyliga sowie der zweiten Herren-Mannschaft in der slowenischen Eishockeyliga und seit 2017 in der International Hockey League. 2016, 2017 und 2018 wurde er mit Medveščak kroatischer Meister.
Während der Saison 2018/19 absolvierte er auch einige Spiele für den Klub in der Erste Bank Eishockey Liga.

### International
Für Kroatien nahm Miličić im Juniorenbereich an den Division-II-Turnieren der U18-Weltmeisterschaften 2012, 2013 und 2014 sowie den U20-Weltmeisterschaften 2013 in der Division I und 2014, 2015 und 2016 in der Division II teil. Bei den Olympischen Jugend-Winterspielen 2012 in Innsbruck belegte er in der Skills-Challenge den sechsten Platz. Beim Teilwettbewerb härtster Schuss erreichte er hinter dem Letten Augusts Valdis Vasiļonoks den zweiten Platz.
Im Seniorenbereich debütierte er für die kroatische Nationalmannschaft bei der Weltmeisterschaft 2015 in der Division I, in der er auch 2016, 2017 und 2018 spielte. Zudem vertrat er seine Farben bei der Olympiaqualifikation für die Winterspiele in Pyeongchang 2018.

## Erfolge und Auszeichnungen
- 2015 Aufstieg in die Division II, Gruppe A, bei der U20-Weltmeisterschaft der Division II, Gruppe B
- 2016 Kroatischer Meister mit dem KHL Medveščak  Zagreb
- 2017 Kroatischer Meister mit dem KHL Medveščak  Zagreb
- 2018 Kroatischer Meister mit dem KHL Medveščak  Zagreb